# 土岐頼清
土岐頼清（とき よりきよ）は、鎌倉時代後期から南北朝時代にかけての武将、守護大名。土岐頼貞の六男。
美濃の池田郡に住んでいた。建武の新政で伊予守護に任じられた。